# Kyle Mallers
Kyle Mallers, (Fort Wayne, Indiana; 15 de octubre de 1997) es un jugador de baloncesto estadounidense. Con 2.01 de estatura, su puesto natural en la cancha es la de alero. Actualmente juega para el Acunsa GBC de la Liga LEB Oro.

## Trayectoria
Es un alero formado en la Universidad de Ball State desde 2016 a 2020. En su última temporada con los Ball State Cardinals jugó todos los partidos del equipo promediando 8,5 puntos y 4,1 rebotes con un porcentaje de acierto de tiro de tres del 38,1%.
Tras no ser drafteado en 2020, firma por el S.C. Lusitania Expert de la Primera División portuguesa para disputar la temporada 2020/21, promediando 14,8 puntos y 6,3 rebotes y 1,3 asistencias con un 45% de acierto desde el 6,75.
El 16 de julio de 2021, el jugador llega a España y se incorpora al Acunsa GBC para disputar la temporada 2021-22 en la Liga LEB Oro. Participa en 33 encuentros en los que registra promedios de 7.8 puntos y 2.8 rebotes.